# Eugen Krauss
Eugen Krauss (* 23. Juli 1881 in Göppingen; † 14. Januar 1962 in Stuttgart) war ein deutscher Bildhauer, Maler und Grafiker des Impressionismus.

## Leben und Werk
Eugen Krauss studierte von 1903 bis 1905 Bildhauerei bei Ludwig Dasio an der Kunstakademie München. Von 1905 bis 1908 studierte er bei Christian Landenberger und Adolf Hölzel an der Kunstakademie Stuttgart. Er unternahm Studienreisen nach Holland, Belgien, Spanien und Marokko.
Krauss machte häufig die Landschaften Schwabens und des Bodenseeraumes zu seinem Sujet und schuf stimmungsvolle Landschaftsbilder, ohne dabei in eine irgendwie kitschig geartete Heimatidylle zu fallen.  

## Ausstellungsbeteiligungen (Auszug)
- 1912: Glaspalast München.
- 1916: Württembergische Kunst 1891–1916 in Stuttgart.
- 1923, 1924, 1926, 1927, 1928, 1929, 1931, 1947: Stuttgarter Sezession.
- 1933: Württembergische Kunstschau Stuttgart.